# Racomitrium pygmaeum
Racomitrium pygmaeum är en bladmossart som beskrevs av Arne Arnfinn Frisvoll 1983. Racomitrium pygmaeum ingår i släktet raggmossor, och familjen Grimmiaceae. Inga underarter finns listade i Catalogue of Life.